# Antoine Richard

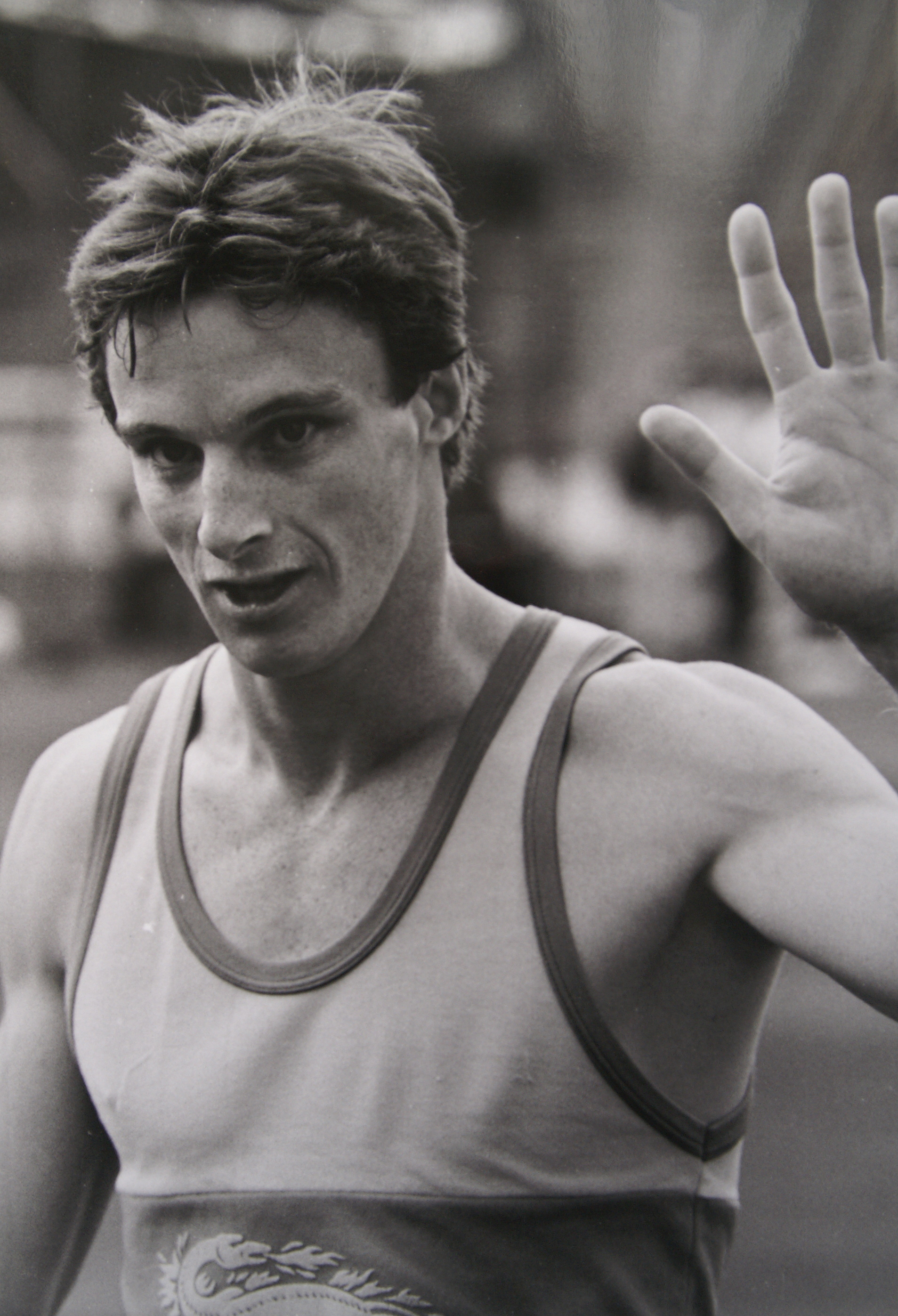
Antoine Richard 1985

Antoine Richard (* 8. September 1960 in Fontainebleau) ist ein ehemaliger französischer Leichtathlet.
Der 1,74 m große und 63 kg schwere Richard startete für den CS Fontainebleau und gehörte in den 1980er-Jahren zu den besten Sprintern Frankreichs. Er wurde fünfmal Landesmeister im 100-Meter-Lauf (1981, 1982, 1983, 1985, 1986) und einmal im 200-Meter-Lauf (1984). Daneben gewann er zwischen 1982 und 1986 fünfmal in Folge den nationalen Meistertitel im 60-Meter-Lauf in der Halle. 1986 verbesserte er Roger Bambucks fast 18 Jahre alten französischen Rekord im 100-Meter-Lauf um zwei Hundertstelsekunden auf 10,09 s.
Bei den Olympischen Spielen 1980 in Moskau gewann Richard gemeinsam mit Pascal Barré, Patrick Barré und Hermann Panzo die Bronzemedaille in der 4-mal-100-Meter-Staffel hinter den Mannschaften aus der Sowjetunion und Polen. Es blieb sein bedeutendster internationaler Erfolg, wenngleich er mit der Staffel in den folgenden Jahren noch einige weitere Finalplatzierungen erreichte: Platz 7 bei den Leichtathletik-Europameisterschaften 1982 in Athen, Platz 8 bei den Leichtathletik-Weltmeisterschaften 1983 in Helsinki, Platz 6 bei den Olympischen Spielen 1984 in Los Angeles und Platz 4 bei den Leichtathletik-Europameisterschaften 1986 in Stuttgart. Daneben gewann er bei den Leichtathletik-Halleneuropameisterschaften 1985 in Piräus die Silbermedaille im 60-Meter-Lauf, nachdem er bei den beiden vorangegangenen Austragungen jeweils den vierten Rang belegt hatte.
Nach einem positiven Dopingtest wurde er 1987 für zwei Jahre gesperrt.

## Bestleistungen
- 100 m: 10,09 s, 9. August 1986, Aix-les-Bains
- 200 m: 20,82 s, 22. Juli 1986, Paris
- 60 m (Halle): 6,68 s, 20. Februar 1982, Paris